# Eugène Jacob de Cordemoy
Eugène Jacob de Cordemoy, född 13 juli 1835 i Saint-André, Réunion, död 25 april 1911 i Salazie, Salazie, Réunion, var en fransk läkare och botaniker.
Han hade ett särskilt intresse för orkidéer, och författade bland annat boken Flore de l'île de la Réunion (svenska: Ön Réunions flora) som publicerades 1895. Han studerade även fåglar.